# Виллен-су-Буа
Виллен-су-Буа (фр. Villaines-sous-Bois) — муниципалитет во Франции, в регионе Иль-де-Франс, департамент Валь-д'Уаз. Население — 649 человек (2006).
Муниципалитет расположен на расстоянии около 26 км севернее Парижа, 23 км восточнее Сержи.

## Демография
Динамика населения (Cassini и INSEE):